# Clusiella albiflora
Clusiella albiflora är en tvåhjärtbladig växtart som beskrevs av José Cuatrecasas. Clusiella albiflora ingår i släktet Clusiella och familjen Calophyllaceae. Inga underarter finns listade i Catalogue of Life.